# Trzcinka (gromada)
Trzcinka – dawna gromada, czyli najmniejsza jednostka podziału terytorialnego Polskiej Rzeczypospolitej Ludowej w latach 1954–1972.
Gromady, z gromadzkimi radami narodowymi (GRN) jako organami władzy najniższego stopnia na wsi, funkcjonowały od reformy reorganizującej administrację wiejską przeprowadzonej jesienią 1954 do momentu ich zniesienia z dniem 1 stycznia 1973, tym samym wypierając organizację gminną w latach 1954–1972.
Gromadę Trzcinka z siedzibą GRN w Trzcince utworzono – jako jedną z 8759 gromad na obszarze Polski – w powiecie wołomińskim w woj. warszawskim, na mocy uchwały nr VI/10/23/54 WRN w Warszawie z dnia 5 października 1954. W skład jednostki weszły obszary dotychczasowych gromad Ostrowik, Trzcinka i Zabraniec ze zniesionej gminy Okuniew w powiecie wołomińskim oraz obszary dotychczasowych gromad Krupki-Górki i Małków i Zawiesiuchy() ze zniesionej gminy Dębe Wielkie w powiecie mińskim (woj. warszawskie). Dla gromady ustalono 12 członków gromadzkiej rady narodowej.
Gromadę zniesiono 31 grudnia 1959, a jej obszar włączono do gromady Okuniew w tymże powiecie.